# Storena caporiaccoi
Storena caporiaccoi là một loài nhện trong họ Zodariidae.
Loài này thuộc chi Storena. Storena caporiaccoi được Paolo Marcello Brignoli miêu tả năm 1983.